# Cerny, Essonne
Cerny este o comună franceză, situată în departamentul Essonne, în regiunea Île-de-France.

## Poziție
Cerny este situată la 42 km sud de Paris-Notre-Dame, punctul zero al drumurilor din Franța, 19 km sud-vest de Évry, 13 km nord-est de Étampes, 2 km nord-vest de La Ferté-Alais, 13 km nord-vest de Milly-la-Forêt, 14 km sud-est de Arpajon, 19 km sud-vest de Corbeil-Essonnes, 19 km sud-est de Montlhéry, 24 km sud-est de Dourdan, 27 km sud-est de Palaiseau.

## Hidrografie
Râul Essonne marchează limita nord-estică a comunei.
Pârâul Ru.

### Comune limitrofe
| Bouray-sur-Juine                      | Itteville            | Baulne         |
| Janville-sur-Juine                    |                      | La Ferté-Alais |
| Villeneuve-sur-Auvers Boissy-le-Cutté | D'Huison-Longueville |                |

### Clima
În 2010, clima din comuna Cerny era de tip oceanic al câmpiilor din Centru și de Nord, conform unui studiu a CNRS care se baza pe o serie de date care acoperă perioada 1971-2000. În 2020, Météo-France a publicat o tipologie a climei din Franța metropolitană în care comuna este expusă la un climat oceanic și se încadrează în regiunea climatică sud-vestică a bazinului parizian, caracterizată prin precipitații scăzute, în special în primăvară (120 până la 150 mm) și un iarnă rece (3,5 °C).
Pentru perioada 1971-2000, temperatura medie anuală este de 11,2 °C, cu o amplitudine termică anuală de 15,5 °C. Cantitatea medie anuală de precipitații este de 661 mm, cu 10,7 zile de precipitații în ianuarie și 7,7 zile în iulie. Pentru perioada 1991-2020, temperatura medie anuală observată la stația meteorologică cea mai apropiată, situată în comuna Courdimanche-sur-Essonne la 8 km distanță în linie dreaptă, este de 11,6 °C, iar cantitatea medie anuală de precipitații este de 594,8 mm. Pentru viitor, parametrii climatici estimati pentru comuna Bonnières-sur-Seine pentru anul 2050, conform diferitelor scenarii de emisii de gaze cu efect de seră, pot fi consultati pe un site dedicat publicat de Météo-France în noiembrie 2022.

## Urbanism

### Tipologie
La 1 ianuarie 2024, Cerny este clasificată ca o centură urbană, conform noii grile comunale de densitate definită de INSEE (Institutul Național de Statistică și Studii Economice) în 2022. Face parte din unitatea urbană La Ferté-Alais, o aglomerație intra-departamentală care reunește patru comune, dintre care este orașul-centru. În plus, comuna face parte din aria metropolitană a Parisului, fiind una dintre comunele de la periferie, această zonă reunind 1.929 de comune.

## Toponimie
A fost creată în 1793 sub numele său actual.
În absența unor forme vechi bine atestate, toponimiștii se limitează la a compara acest nume cu alte localități Cerny, mai bine documentate în surse vechi.
Albert Dauzat și Charles Rostaing leagă toponimul Cerny de Cerny-en-Laonnois (Aisne, Cesurnicum în 530, Cerni în 1150), al cărui element Cern- se explică prin numele de persoană latin Cernius sau Serenius.
Ernest Nègre vede de asemenea în toponimul Cerny numele de persoană roman Serenus, însă respinge comparația cu Cerny-en-Laonnois, pe care îl consideră derivat dintr-un alt antroponim.
În schimb, interpretarea terminației -y este unanim acceptată de specialiști: este vorba despre sufixul (-i)-acum, de origine galică, care indică proprietatea.

## Istorie
Pe teritoriul comunei, în locul numit „Parc aux Bœufs”, a fost descoperit un sit care va servi drept referință pentru definirea unui tipar cultural al neoliticului din Bazinul Parizian (a doua jumătate a mileniului al V-lea î.Hr.), numit cultura Cerny.
Seniorii de Villiers, familia Selve, locuiau în castelul cu același nume. Aceștia doreau să adopte titlul de seniori de Cerny, dar acest titlu le-a fost contestat în repetate rânduri. Diferite hotărâri ale Parlamentului din Paris le-au refuzat acest drept. Nemulțumiți, seniorii de Villiers i-au obligat pe locuitorii din Cerny, pe parcursul întregului secol al XVIII-lea, să macine grâul la moara lor, interzicându-le să-l ducă în alte locuri. O sentință datată din 1748 a anulat aceste pretenții. Cu toate acestea, ele au reapărut în timpul convocării Stărilor Generale.
La invitația primită de la judecătorul din Étampes, locuitorii din Cerny s-au reunit pe 5 martie 1789 și i-au numit pe François Barbillon și Pierre Metivet, ambii cultivatori, să le apere interesele. Pentru cler, reprezentantul a fost Devaux, preotul parohiei Fontaine-la-Rivière, mandatar al lui Durand, preotul din Cerny, iar pentru nobilime, a fost desemnat contele de Selve.
După apelul nominal al fiecărui deputat, s-a stabilit data pentru redactarea Cahiers de plaintes et doléances (Caietele de plângeri și revendicări) ale judecătoruloi, pentru Stările Generale de la Versailles din 27 aprilie. Acest caiet cuprindea opt capitole împărțite în articole.
În anul 1794, în apogeul Terorii, comitetul de supraveghere din Cerny a inițiat câteva încercări de arestare. Timp de mai multe luni, s-a urmărit capturarea contelui de Selve d'Audeville, care rămăsese în castelul său din Villiers în primii ani ai Revoluției. Când a realizat pericolul în care se afla, contele a dorit să emigreze, însă era deja prea târziu. Cu toate acestea, a fost ascuns de țărani și s-a întors la castel după data de 9 Thermidor (27 iulie). Bunurile sale nu au fost confiscate, deoarece nu emigrase.

## Populația și societatea

### Date demografice
Evoluția numărului de locuitori este cunoscută prin recensămintele populației efectuate în comuna respectivă începând din 1793. Pentru comunele cu mai puțin de 10 000 de locuitori, un recensământ al întregii populații este realizat la fiecare cinci ani, populațiile legale pentru anii intermediari fiind estimate prin interpolare sau extrapolare.
În 2021, comuna număra 3345 locuitori, în creștere cu +0,78 % față de 2015 (Essonne: +2,94 %, Franța fără Mayotte: +1,84%).
| An        | 1793 | 1821 | 1841 | 1856 | 1876 | 1886 | 1901 | 1921 | 1936 | 1962 | 1982 | 2006 | 2014 | 2021 |
| --------- | ---- | ---- | ---- | ---- | ---- | ---- | ---- | ---- | ---- | ---- | ---- | ---- | ---- | ---- |
| Populație | 681  | 799  | 842  | 839  | 842  | 857  | 900  | 807  | 836  | 1060 | 2258 | 3217 | 3354 | 3345 |

## Cultura locală și patrimoniu

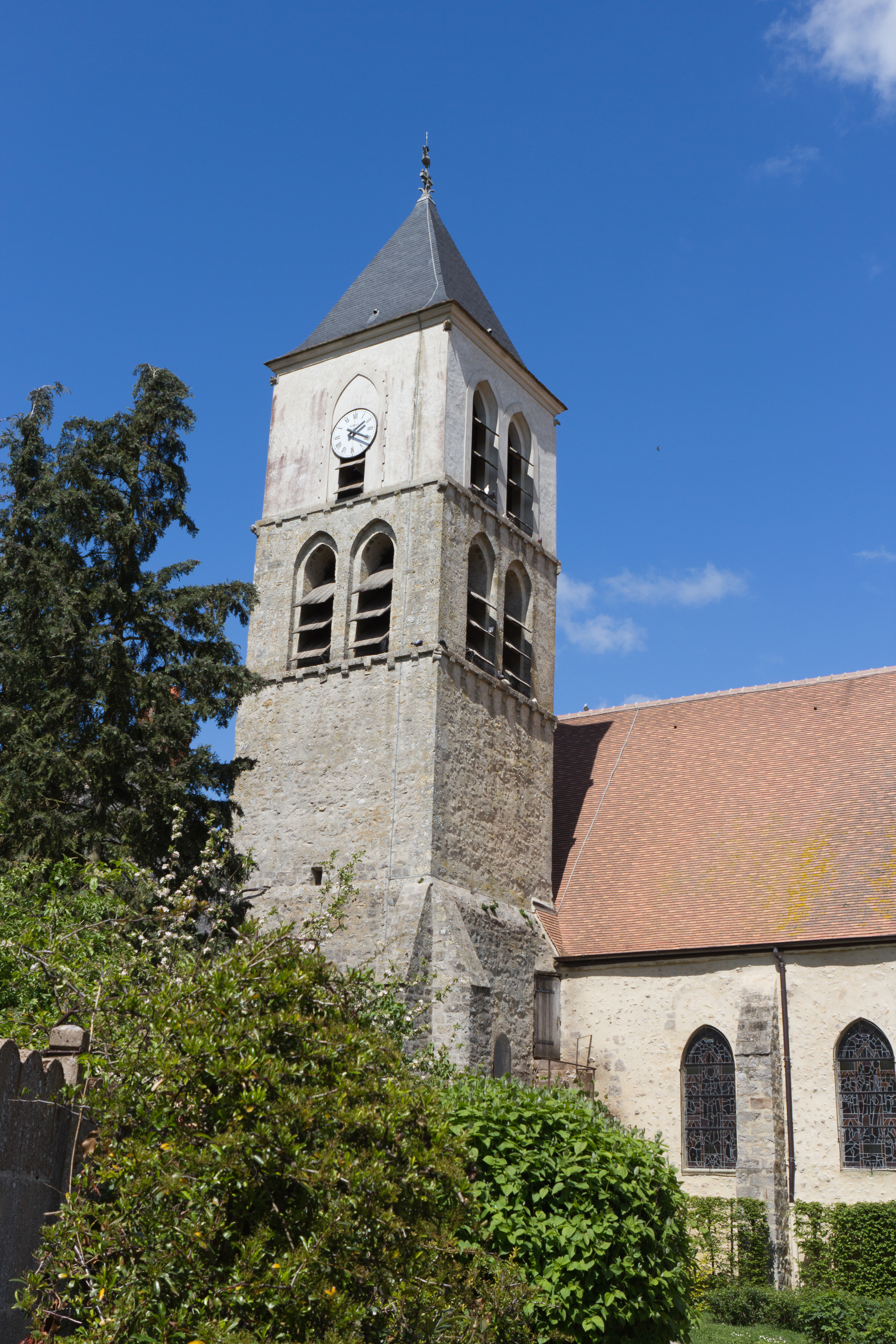
Biserica Saint-Pierre.

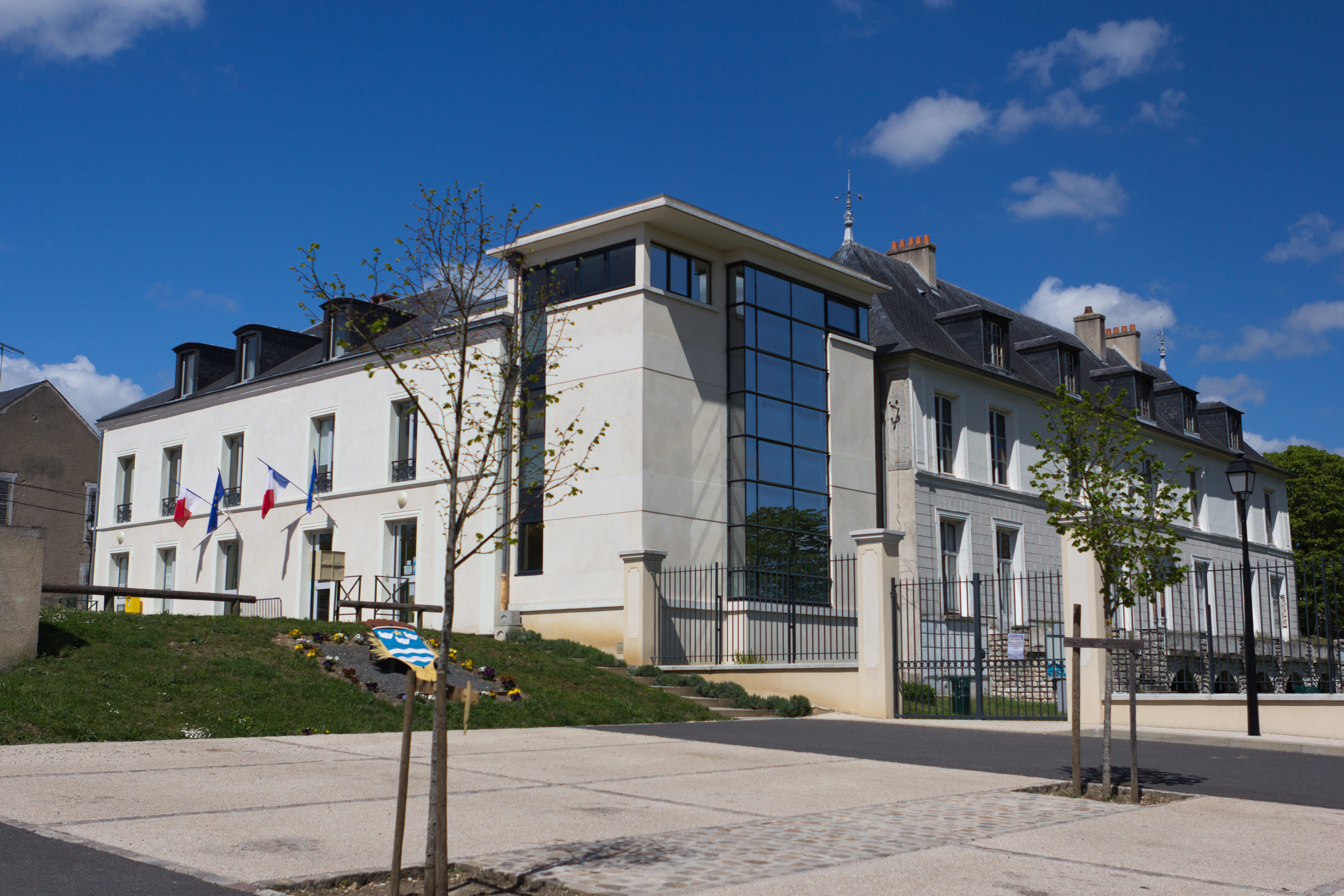
Castelul din Cerny, sediul actual al primăriei.

### Locuri și monumente
Biserica Saint-Pierre, datând din secolul al XIII-lea, a fost înscrisă în lista monumentelor istorice în 1948.
- Până la Revoluție, clopotnița din Cerny adăpostea trei clopote, însă în prezent mai există doar unul, turnat în secolul al XVI-lea, în anul 1558. Acest clopot are o circumferință de 3,25 m și o înălțime de 1,10 m, fiind împodobit cu o inscripție, șapte medalioane și o bordură.
- Inscripția, realizată în caractere gotice de 30 până la 25 de milimetri, este următoarea:

„ Je fuz faicte en l'An mil V c L VIII et fuz nommée Marie par noble home Lazare desselve sr de Villiers et damoile Katrila fe. ”
Castelul din Cerny, proprietate a comunei
- Castelul servește drept centru administrativ municipal (agenție poștală, sindicate intercomunale, servicii sociale etc.).

Castelul din Villiers
- Moșia Villiers a fost oferită de François I lui Jean de Selve, după ce acesta a negociat Tratatul de la Madrid din 1526. Conții, apoi marchizii de Selve, au păstrat această proprietate timp de mai multe secole. Planurile parcului au fost realizate conform noii metode a contelui de Choulot, menționată în lista publicată în anexele cărții sale L'Art des Jardins (1863). Ulterior, acest castel a devenit proprietatea lui Philippe Clay, cântăreț.

Castelul din Presles, proprietate a familiei Carnot.
Fosta primărie-școală.
Muzeul Amicale aéronautique Jean-Baptiste-Salis.
Zonele naturale protejate: mlaștinile din est, carierele și pădurile răspândite pe teritoriul comunei au fost incluse în inventarul spațiilor naturale sensibile de către consiliul general al Essonne.
Cerny a dat numele său Grupului de Cerny, un grup cultural din perioada Neoliticului (situl Parc-aux-Bœufs).

### Personalități
- Sadi Carnot (1837-1894), președinte al Republicii Franceze, a locuit aici.
- Philippe Clay (1927-2007), cântăreț și actor, a locuit aici.